# Закони щодо одягу по країнах
Закони про одяг значно відрізняються в різних країнах світу. У більшості країн немає законів, які б вказували, який одяг потрібно носити. Однак громадські стандарти одягу встановлюються опосередковано шляхом переслідування тих, хто носить щось, що не схвалюється суспільством. Ті люди, які носять недостатньо одягу, можуть бути притягнуті до відповідальності в багатьох країнах за різні злочини, які називаються непристойним показом, публічною непристойністю, оголеним тілом або іншими описами. Як правило, ці правопорушення самі по собі не визначають, що є, а що неприйнятним одягом, щоб вважатися правопорушенням, і залишають судді визначати в кожному конкретному випадку.
Більшість законів про одяг стосуються того, які частини тіла не повинні бути відкритими для очей; є винятки. У деяких країнах діють суворі закони щодо одягу, наприклад у деяких ісламських країнах. Інші країни більш толерантні до нетрадиційного одягу та спокійніше ставляться до наготи. Багато країн мають різні закони та звичаї для чоловіків і жінок, те, що може бути дозволено або сприйнято, часто залежить від статі.
Зазвичай діють окремі закони, які регулюють непристойність, яка включає певні зображення людей у різному роздягненому вигляді, і дитячу порнографію, яка може включати схожі фотографії дітей.
У деяких країнах несексуальне зображення топлес або оголення є законним. Однак приватні чи державні установи можуть встановлювати дрес-код, за яким відвідувачі повинні носити встановлений одяг.
У всьому світі існує безліч законів, які впливають на те, що люди можуть, а що не можуть носити. Наприклад, деякі закони вимагають від відповідальних осіб носити відповідну форму. Наприклад, поліцейський на службі може бути зобов'язаний носити форму; і це може бути незаконним для широкої громадськості носити уніформу офіцера поліції. Те ж саме може стосуватися пожежників та іншого персоналу з надзвичайних ситуацій. У деяких країнах, наприклад в Австралії, форма бойскаутів також охороняється.
У більшості судів закон або звичай зобов'язують адвокатів і суддів носити судовий одяг, який може включати мантії або традиційні перуки.
У багатьох країнах законодавство вимагає від працівників носити захисний одяг, такий як захисні каски, взуття, жилети тощо. Загалом роботодавці зобов'язані забезпечити, щоб їхні працівники носили належний захисний одяг. Подібним чином правила охорони здоров'я можуть вимагати від тих, хто працює з їжею, носити покривало для волосся, рукавички та інший одяг.
Уряди також можуть впливати на стандарти одягу, які показують по телебаченню, через свої ліцензійні повноваження.
Окрім нудистських пляжів і подібних виняткових місць, є деякі публічні заходи, на яких оголеність допускається більше, ніж зазвичай, наприклад, голі велосипедні прогулянки, що проводяться в кількох країнах.

## Міжнародне право, звичаї та культура
Існує багато особливих обставин, коли частини тіла повинні бути закриті, часто з міркувань безпеки чи гігієни.

## Австралія
В Австралії закони про непристойні дії стосуються лише області статевих органів. Проте багато місцевих рад встановлюють власні правила та мають повноваження просити людей, які топлес залишають територію. Крім того, жінок, які ходять топлес, іноді висувають більш розпливчасті звинувачення, такі як порушення громадського порядку або образлива поведінка.
На громадських пляжах місцеві закони не дотримуються суворо, і жінки часто можуть засмагати топлес без проблем.
Грудне вигодовування в громадських місцях є законним правом в Австралії. Відповідно до Закону про статеву дискримінацію 1984 року, жоден бізнес чи постачальник послуг не можуть дискримінувати жінок, які годують груддю.

## Бразилія
Починаючи з 1940 року, у Розділі VI Кримінального кодексу, який називає злочини проти сексуальної гідності (до 2009 року злочини проти [суспільних] угод), четвертий розділ присвячено злочину під назвою «публічне обурення [пов'язане] зі скромністю» (порт. ultraje público ao pudor).
Він складається з двох статей, ст. 233 «Нецензурні дії», «вчинення непристойних дій у громадському місці, відкрито чи на відкритому повітрі», карається арештом від трьох місяців до одного року або штрафом; та ст. 234 «Непристойний письмовий твір або предмет», робити, імпортувати, вивозити, купувати або мати у своїй власності з метою торгівлі, розповсюдження чи публічного показу будь-який написаний, намальований, намальований, штампований чи предмет непристойного характеру, карається арештом від шести місяців до одного року або штраф.
Його часто використовують проти людей, які оголюють своє тіло в громадських місцях, які не мають ліцензії на обслуговування демографічних груп, зацікавлених у такій практиці (першим таким місцем був Прайя-ду-Абрику в Ріо-де-Жанейро в 1994 році), навіть якщо сексуальних дій не відбулося, і це може включати, наприклад, подвійний стандарт для області грудей жінок і чоловіків, у якому покарання підлягають лише жінкам. Подібне мало місце під час протестів FEMEN у Сан-Паулу 2012 року.

### Критика
Поширені точки критики законодавства включали:
- Вони не зазіхають на чиюсь сексуальну гідність, натомість у кращому випадку викликають обурення, а, як правило, викликають надзвичайний дискомфорт чи збентеження, яких можна легко уникнути, не дивлячись на таку сцену.
- Мистецтво. 234 є застарілою, неконституційною, оскільки Конституція 1988 року після військової диктатури містить у своєму п'ятому розділі: «[люди] вільні у вираженні інтелектуальної, мистецької, наукової та комунікативної діяльності, незалежно від цензури та ліцензії», підстави для який замість того, щоб піддаватися кримінальному обмеженню, надає право будь-якому розповсюдженню засобів масової інформації на повну реалізацію.
- Процвітаюча Інтернет-культура Бразилії, де такі явно заборонені медіа вільно поширюються в громадських місцях, а також порнографічна індустрія та секс-шопи.

### Винятки
У Бразилії є близько 35 місць, відкритих або переважно відкритих для публіки, де можна вільно займатися нудизмом, єдиними громадськими місцями є 8 пляжів. Вони не визнаються злочинними, якщо зона, вільна від одягу, є приватною та далеко від вулиці, або через законодавство, коли пляжі регулюються муніципальним указом, наприклад. У 2008 році тут відбулося засідання Міжнародної федерації натуризму, і інтерес до цієї практики зростає.

## Канада
У Канаді ст.173 Кримінального кодексу забороняє «непристойні дії». У Кодексі немає законодавчого визначення того, що є непристойною дією (окрім того, що оголення статевих органів з сексуальною метою для особи, яка не досягла 16 років), тому рішення про те, який стан роздягнення є «непристойним», а отже, незаконним, залишається на розсуд суддів. Наприклад, судді визнали, що прийняття сонячних ванн оголеним не є непристойним. Крім того, стрикінг так само не вважаються непристойними. Розділ 174 забороняє бути «оголеним» у громадському місці або на виду у публіки без «законного виправдання», але визначає «оголене» лише як «одягнення настільки, що порушує громадську пристойність або порядок». Суди встановили, що оголене плавання не є образливим за цим визначенням.
Відповідно до статті 173 топлес також не є непристойним вчинком. У 1991 році Гвен Джейкоб була заарештована за те, що вона йшла топлес вулицею в Гуельфі, Онтаріо. У 1996 році апеляційний суд Онтаріо виправдав її на тій підставі, що одягання топлес само по собі не є статевим актом або непристойністю. Справа була передана в наступних справах для припущення, що простий акт публічного оголення не є сексуальним чи непристойним або правопорушенням. Відтоді рішення суду неодноразово перевіряли та залишали в силі.
На канадському вебсайті з юридичними консультаціями зазначається: «У Канаді існує безліч заплутаних і непослідовних законів про оголення»… Розділ про оголене тіло в громадських місцях є однією з небагатьох сфер Кримінального кодексу, яка потребує згоди генерального прокурора для висунення звинувачень, що передбачає певну сіру зону навколо того, що є незаконним оголеним тілом. За даними урядової прокуратури, згода генерального прокурора потрібна з двох причин: щоб уникнути конкретної шкоди, яка може бути наслідком притягнення до відповідальності невинної особи; а також щоб уникнути загальної шкоди в результаті судового переслідування справи, яка не відповідає інтересам суспільства. Посібник із політики від Служби державного обвинувачення Нової Шотландії перераховує принципи, за якими вони розглядають можливість надання згоди, а саме:
- згода зазвичай не надається, якщо нагота відбувається в ізольованому або відокремленому місці;
- згода зазвичай не надається, якщо поліція або уповноважений правоохоронний орган не попередила ймовірного правопорушника, і таке попередження було явно або неодноразово ігнорувалося;
- згода зазвичай надається у випадках агресивного ексгібіціонізму;
- зазвичай згода надається, коли нагота супроводжується непристойною поведінкою або непристойними діями за участю ймовірного правопорушника чи інших осіб (припускаючи, що питання не може бути належним чином вирішено шляхом судового переслідування згідно з іншими положеннями).

У 2022 році була розповсюджена петиція e-3999 про легалізацію публічного оголення («нудизму») в Канаді. Було визначено, що діючі закони є адекватними, оскільки «не всі акти публічного оголення є злочинними», таким чином залишаючи відкритими двері для законного публічного оголення. Генеральний прокурор Канади стурбований «захистом громадськості від шкідливої поведінки» а не публічною наготою як такою. Таке тлумачення закону означає, що тим, хто використовує наготу, щоб спричинити заворушення, все одно можна пред'явити звинувачення, тоді як ті, хто бере участь у оголенні з метою самореалізації, можуть робити це, не побоюючись кримінального переслідування.
Прикладом публічного оголення, яке не є законним, є справа Брайана Колдіна, де пан Колдін наближався до людей, будучи оголеним, у парку та відвідував голі ресторани. Суд встановив, що поведінка пана Колдіна не мала зв'язку з філософією натуризму, його поведінка була конфронтаційною, прозелітською та яскравою, і мало демонструвала «прагнення до правди, участь у суспільстві чи індивідуальну самореалізацію і процвітання людини». Натомість Суд визнав, що це було неповагою та покликане шокувати та висловити зневагу. Суд визнав, що метод і місце виразу обличчя підсудного Колдіна не заслуговують на захист.
Стосовно справи Колдіна Суд заявив, що «натуристи знаходять певне задоволення в поведінці бути оголеними, і не просто бути оголеними приватно, наодинці, а бути оголеними в певній формі квазіпублічного місця, наприклад, у натуристському місці. табір. Для них поведінка публічного оголення наповнена сенсом; отже, виразний». Це вказує на те, що закон визнає захист 2(b) «Хартії» для оголених розваг, але лише для самореалізації.

## Німеччина
Німеччина має довгу історію дозволу осіб змішаної статі публічно оголених людей у спеціально відведених місцях (наприклад, на пляжах і в парках). Це було правдою до Другої світової війни, після Другої світової війни як у Західній, так і в Східній Німеччині, колись і зараз. У деяких із цих районів одяг необов'язковий, а в інших — заборонений (тобто обов'язкова оголеність). У невідведених місцях поява в оголеному вигляді в громадських місцях «вважається незначним порушенням закону. Судове переслідування може послідувати, якщо інший громадянин ображається, але таких небагато».

## Індія
В Індії британські колоніальні дії, такі як «непристойне оголення», «публічна непристойність» тощо, які передбачають оголення певної частини тіла (статевих органів, сідниць, анального отвору, сосків у жінок), певний намір або ефект (сексуальне непристойні, образливі або дратують спостерігачів) є незаконними.
Люди в Індії мають право носити будь-який одяг, який їм подобається. Конституція Індії дає своїм громадянам право носити все, що їм зручно.

## Іран
Поліція та служби релігійної моралі карали жінок і чоловіків щодня з 1979 року. Дотримання дрес-коду є обов'язковим для купівлі карток у громадському транспорті; знаки, які вказують на це, повинні бути розміщені в кожному громадському, приватному та державному закладі.

## Нова Зеландія
У Новій Зеландії немає спеціального закону, який забороняє наготу в громадських місцях. Якщо людина оголена , а також демонструє непристойну, хтиву або непристойну поведінку, вона може порушити закони про непристойність.
Закон про поліцейські правопорушення 1908 року передбачав ув'язнення з каторжними роботами для тих, хто «навмисно і непристойно виставляє свою особу в будь-якому громадському місці або в його полі зору». Чоловіків-злочинців, на розсуд суду, також могли засудити до побиття батогом. У 1981 році його замінив Закон про сумарні злочини, який скасував каторгу та побиття батогом і змінив правопорушення на навмисне та непристойне оголення «геніталій», а не «особи». Крім виправдання оголення сідниць або жіночих грудей від злочину, ця зміна передбачає — оскільки слова «геніталії» та «непристойно» визначені обидва, — що жодне не може автоматично вважатись іншим. Натомість оголення в громадських місцях зазвичай переслідується відповідно до положень про образливу поведінку або порушення громадського порядку.
Високий суд Нової Зеландії підтвердив обвинувачення в хуліганстві за оголення на вулиці, оскільки це не було місце, де було відомо, що оголення трапляється або є звичайною справою. За перебування оголеним на вулиці, ймовірно, буде накладено невеликий штраф, якщо на особу подадуть скаргу або якщо вона проігнорує наказ поліції прикритися. Однак на практиці ймовірність бути притягнутим до відповідальності за оголеність на громадському пляжі низька, і в минулому органи влади відмовлялися переслідувати голих і голих людей на пляжах.
У 1991 році суддя Високого суду скасував засудження за образливу поведінку за оголення на пляжі в присутності дітей на тій підставі, що, оскільки пляж, про який йде мова, був «місцем, де люди нерідко засмагали оголеними», розсудлива людина «вважала б таку поведінку… недоречною, непотрібною та несмачною, але такою, що не викликає почуття гніву, огиди чи обурення». Нова Зеландія є країною загального права, а це означає, що судові рішення визначають закон, яким мають керуватися наступні справи.

## Катар
У Катарі кримінальний кодекс карає та забороняє носіння відкритого або непристойного одягу, цей закон про дрес-код забезпечує виконання урядового органу під назвою «Аль-Адхід». У 2012 році катарська неурядова організація організувала кампанію «суспільної пристойності» після того, як вони вважали, що уряд надто розслаблено стежить за носінням відкритого одягу; визначення останнього як «не закриває плечі та коліна, облягаючий або прозорий одяг». Кампанія спрямована на іноземців, які складають більшість населення Катару.

## Сінгапур
У Сінгапурі нагота в громадських місцях і нагота в приватних приміщеннях є незаконними відповідно до розділу 27A Закону про різні правопорушення (громадський порядок і незручності).

## Південна Африка
У Південній Африці існують спеціальні закони щодо одягу для широкої громадськості. Нагота розглядається під непристойним показом. 3 квітня 2015 року перший у країні офіційний пляж із необов'язковим одягом, Мпенджаті-Біч біля Трафальгара в Квазулу-Наталі, відкрився після того, як місцевий муніципалітет узбережжя Гібіскус схвалив заявку Асоціації нудистів Південної Африки (SANNA). Незважаючи на те, що після того, як Національна партія (НП) програла вибори в 1994 році, на Сенді-Бей у Кейптауні оголеність поступово стала терпимою, і суворе дотримання її моральних цінностей більше не застосовується, це не є офіційним юридично визнаним громадським нудистським пляжем. Повну або часткову оголеність також можна допускати на інших пляжах або принаймні закривати на це очі.

## Об'єднані Арабські Емірати
З 2008 року муніципалітет Дубая в Об'єднаних Арабських Еміратах забезпечив розміщення на пляжах знаків, які застерігають жінок від купання топлес і непристойного оголення, що суперечить культурним цінностям ОАЕ. Штраф за порушення цього правила не передбачений, але виноситься попередження і, якщо необхідно, вигнання з пляжу. Зазначається, що це було зроблено у відповідь на скарги жителів щодо туристів, які засмагали топлес або голі та переодягалися в громадських місцях.
У торгових центрах також є таблички, які пропагують скромний одяг, який вказує на те, що плечі та коліна повинні бути прикриті, а оголеність у громадських місцях заборонена законом. Порушення закону спочатку призведе до попередження про припинення та утримання від нього та супроводжуватиметься арештом, якщо особа вирішить не підкорятися закону.

## Велика Британія
У Великій Британії є три юридичні юрисдикції (Англія та Вельс, Шотландія та Північна Ірландія). Є ще три юрисдикції, які є залежними від Корони (Острів Мен, Бейлівік Гернсі та Бейлівік Джерсі). Деталі закону щодо оголеного тіла у них суттєво відрізняються. Загалом нагота не є явним правопорушенням, але існують різні правопорушення, які можуть стосуватися наготи за невідповідних обставин. Те, що є неприйнятними обставинами, залежить від юрисдикції, але оголеність є законною в значно ширшому діапазоні обставин, ніж багато хто припускає.
Королівська прокуратура опублікувала вказівки для Англії та Вельсу; як і Коледж поліції.
British Naturism опублікував посібник для Англії, Вельсу та Шотландії. Вони готують керівництво для Північної Ірландії.
В Англії та Вельсі найімовірніше застосовні два закони: розділ 5 Закону про громадський порядок 1986 року та розділ 66 Закону про сексуальні злочини 2003 року щодо агресивної наготи.
Стівен Гоф, відомий у народі як Голий Рамблер, неодноразово притягувався до кримінальної відповідальності за публічне оголення у Великій Британії.

## Сполучені Штати
У Сполучених Штатах існує безліч різних правопорушень, таких як «непристойне оголення», «публічна непристойність», «публічна непристойність», «порушення громадського порядку» тощо, які можуть включати оголення певної частини тіла (статеві органи, сідниці, заднього проходу, сосків у жінок), або з певним наміром чи ефектом (навіювання сексуального характеру, образа або дратування спостерігачів). У деяких випадках обов'язкова присутність представника протилежної статі. У Флориді виділені місця для оголених людей є явним винятком. Існують також деякі конкретні заборони проти статевих актів, таких як статеві зносини в громадських місцях або публічні пестощі у сексуальний спосіб. В Індіані та Теннессі існують спеціальні заборони демонструвати помітно ерегований пеніс через одяг або інші чутливі зони через напівпрозорий одяг. У деяких штатах непристойна поведінка також може мати місце на приватній власності, залежно від наміру чи наслідків дії. У деяких випадках є винятки для подружжя, годування груддю, а в Нью-Йорку — театральних вистав. У більшості штатів існує регулюючий закон штату, який визначає правопорушення; у Меріленді та Массачусетсі непристойність визначається прецедентним правом. Деякі місцеві (окружні та муніципальні) органи влади також регулюють особисте опромінення, а також комерційну діяльність, наприклад стриптиз-клуби.
Прецедентне право загалом регулює тлумачення законодавчого визначення та в деяких випадках допускає додаткові винятки.
Загалом оголення голови, верхньої частини грудей і кінцівок є законним і вважається соціально прийнятним, за винятком деяких релігійних громад.
Федеральні, державні та місцеві правила для певних професій вимагають використання різних частин захисного одягу для безпеки користувача. До таких предметів належать каски, захисні жилети, рятувальні жилети, фартухи, сітки для волосся та черевики зі сталевими носками.
У першому десятилітті двадцять першого століття в деяких південних штатах США виникла суперечка щодо носіння штанів настільки низьких, що оголюють нижню білизну (провисання). Подекуди ця практика була заборонена.
У деяких штатах і містах діють вільні правила щодо обов'язкового одягу або взагалі відсутні. Місто Сан-Франциско має історію публічного оголення, зокрема під час публічних заходів, таких як Bay to Breakers. Місто Бреттлборо, штат Вермонт, пережило короткий період, протягом якого існувала публічна оголеність, поки не було прийнято закон, що це заборонив.

## Зведення по різних країнах

Карта країн із забороною на паранджу. Карта актуальна рр..

Заборони паранджі в Європі. Карта актуальна станом на 2025 рік
Національна заборона - країна забороняє жінкам носити чадру на все обличчя в громадських місцях
Місцева заборона - міста або регіони забороняють носити чадру на все обличчя
Часткова заборона - уряд забороняє носіння чадри на все обличчя в деяких місцевостях

| Країна     | Закони про одяг | Максимальне покарання |
| ---------- | --- | --- |
| Франція    | Приватні частини тіла повинні бути прикриті, за винятком тих місць, де це дозволено або толерантно сприймається. Оголені груди дозволені, за винятком міських зон, де діють підзаконні акти або муніципальні правила. Бурка заборонена. | стаття 222-32: «Публічна демонстрація сексуального характеру в громадських місцях», що карається 1 роком позбавлення волі та штрафом у розмірі 15 000 євро. |
| Німеччина  | У Німеччині немає чітких правових норм щодо одягу. Оголеність на приватних територіях вважається законною, навіть якщо її видно ззовні. Те саме стосується і засмагання голяка, якщо інше не передбачено місцевим законодавством. З іншого боку, біг підтюпцем або їзда на велосипеді голяка за певних обставин розглядалися кількома судами як порушення громадського порядку. Примітка: Кримінальний кодекс Німеччини визначає «ексгібіціонізм» (розділ 183) як акт публічного оголення, вчинений чоловіком з метою сексуального збудження, а «порушення громадського порядку» (розділ 183а) — як сексуальну активність на публіці. Таким чином, оголення несексуального характеру не вважається злочином чи проступком. | Стаття 118 Закону про регуляторні правопорушення: «(1) Вважається, що особа, яка вчинила грубе правопорушення, здатне викликати занепокоєння або загрозу для громадськості та завдати шкоди громадському порядку, вчинила регуляторне правопорушення. (2) Регуляторне правопорушення може бути покаране регуляторним штрафом, за винятком випадків, коли діяння може бути покаране відповідно до інших положень». Нормативний штраф становить від 5 до 1 000 євро (ч. 2 ст. 17 закону). Швидше за все, місцева або державна поліція може ввічливо вимагати сховатися без подальших санкцій або попереджувального штрафу в розмірі від 5 до 55 євро, якщо негайно виконати вимогу (ч. 1 ст. 56 закону). |
| Нідерланди | Відпочинок голим у Нідерландах описаний у статті 430а Кримінального кодексу. Міська рада може визначити громадські місця, які вважаються придатними для відпочинку голяком. Відпочивати голяка в таких місцях завжди дозволено. Однак це не означає, що він заборонений скрізь за межами цих місць. Це заборонено лише в місцях, доступних для широкої громадськості, які визнані непридатними для відпочинку голяка. Питання про те, чи є місце придатним для цього, вирішує суддя, а не уряд. Було кілька судових справ з цього приводу, тож судова практика є доступною. Загалом більшість місць були визнані придатними.                                                                                               | Штраф першої категорії (максимум 410 євро). |
| Іспанія    | В іспанському законодавстві немає жодної загальнонаціональної статті, яка б забороняла публічне оголення. Однак місцеві закони були прийняті, і Барселона, наприклад, заборонила оголення або напівголість на своїх вулицях. | Можуть застосовуватися місцеві штрафи — у Барселоні від 120 до 500 євро, на Майорці, в Аліканте та Малазі до 700 євро. |
| Судан      | Жінки повинні бути одягнені в сукні та шкарпетки. | «непристойне або аморальне вбрання» карається 40 ударами батогом, штрафом або тим і іншим разом. |
| Катар      | Одяг повинен закривати плечі і бути нижче колін. Підошви ніг або взуття не повинні бути показані. Ніякої публічної прихильності. | Невизначене покрання. |
| США        | Закони штатів різняться: від відсутності проактивної заборони на оголення до заборони на грудне вигодовування. Непристойне оголення та непристойна поведінка є незаконними, і їх визначення ґрунтується на прецедентному праві. | За непристойне оголення може бути призначено покарання у вигляді позбавлення волі, штрафу, умовного засудження або громадських робіт: ув'язненням, штрафами, випробувальним терміном, громадськими роботами. Реєстр сексуальних злочинців у деяких штатах. |
| Італія     | | Штраф від 5 000 євро до 30 000 євро, або особа, яка виставляє в місці або поблизу місця, яке відвідують неповнолітні, може бути засуджена до позбавлення волі на строк від 4 місяців до 4 років і 6 місяців, відповідно до ст. 527 Кримінального кодексу. |